# Танчер Володимир Карлович
Володи́мир Ка́рлович Та́нчер (20 квітня 1915, Бахмач, Чернігівська область — 3 липня 1998, Київ) — український радянський філософ-марксист, фахівець в галузі наукового атеїзму. Доктор філософських наук, професор (з 1963 р.). Член КПРС. Заслужений діяч науки і техніки Української РСР.

## Біографія

Могила Володимира Танчера, Байкове кладовище

Народився 20 квітня 1915 року у місті Бахмач на Чернігівщині.
- 1948 року заочно закінчив історичний факультет Київського педагогічного інституту

- 1949 року закінчив навчання на філософському факультеті Київського університету ім. Т. Г. Шевченка. З цього ж року працював в університеті на посадах асистента, доцента кафедри діалектичного та історичного матеріалізму.

В 1950—1953 працював за сумісництвом старшим викладачем у Київській вищій партійній школі та професором Інституту підвищення кваліфікації викладачів суспільних наук при Київському університеті ім. Т. Г. Шевченка (1972—1986)
- 1953 — заступник декана філософського факультету

- 1954—1955 і в 1968—1972 — декан філософського факультету

- 1955—1958 — заступник декана історико-філософського факультету

- в 1959 року очолив новозасновану кафедру історії і теорії атеїзму — одну з перших кафедр атеїзму в Радянському Союзі. Завідувачем кафедри працював до 1986 р., професором кафедри — до 1989 р.

- 1963 — отримав учене звання професора.

Серед учнів Володимира Танчера — Анатолій Колодний, Євграф Дулуман тощо.
Син — Віктор Танчер (нар. 1943), доктор філософських наук.
Помер на 84-му році життя 3 липня 1998 року. Був кремований, прах похований у колумбарії Байкового кладовища.

## Праці
Автор більш як 370 друкованих праць з питань атеїзму, історії релігії та історичного матеріалізму, в тому числі монографій і підручників:
- Знищення протилежності між розумовою і фізичною працею (К., 1954)
- Основи атеїзму (К., 1961)
- Основи наукового атеїзму (К., 1971)
- Современный верующий (М, 1970)
- Молоді про атеїзм (К., 1972)
- Критика соціального фідеїзму (К., 1975)
- Проблеми теорії наукового атеїзму (К., 1985)
- Релігієзнавство (К., 1987)